# Christopher Perle
Christopher Perle (ur. 17 grudnia 1974) – maurytyjski piłkarz grający na pozycji napastnika. W swojej karierze rozegrał 47 meczów i strzelił 9 goli w reprezentacji Mauritiusa.

## Kariera klubowa
Swoją karierę piłkarską Perle rozpoczął w klubie Maurice Espoir Moka. W sezonie 1991/1992 zadebiutował w jego barwach w pierwszej lidze maurytyjskiej. Grał w nim do 1995 roku. W latach 1995–1998 był zawodnikiem Sunrise Flacq United SC. Dwukrotnie został z nim mistrzem kraju w sezonach 1995/1996 i 1996/1997 oraz wicemistrzem w sezonie 1997/1998. Zdobył też Puchar Mauritiusa w 1996. W latach 1998–2001 był piłkarzem niemieckiego SC Paderborn 07. W 2002 grał w Olympique de Moka, a w latach 2003-2004 w seszelskim La Passe FC, z którym w 2004 został mistrzem Seszeli. W 2005 roku wywalczył mistrzostwo Reunionu z USS Tamponnaise, a w 2006 był piłkarzem innego klubu z tej wsypy, SS Jeanne d’Arc. W latach 2007–2010 był graczem Curepipe Starlight SC, w którym zakończył karierę. Dwukrotnie wywalczył z nim mistrzostwo Mauritiusa w sezonach 2007/2008 i 2008/2009 oraz zdobył puchar tego kraju w 2008 roku.

## Kariera reprezentacyjna
W reprezentacji Mauritiusa Perle zadebiutował 24 sierpnia 1993 roku w przegranym 1:2 meczu Igrzysk Wysp Oceanu Indyjskiego 1993 z Madagaskarem. Od 1993 do 2007 rozegrał w kadrze narodowej 47 meczów i strzelił 9 goli.